# Rickulån
Rickulån (estniska: Riguldi jõgi) är ett vattendrag i landskapet Läänemaa i västra Estland. Den är 12 km lång. Den har sin källa i Storträske (Kaevandu järv) i Lääne-Nigula kommun och sin mynning på Estlands västkust mot Östersjön vid Rickul (Riguldi) i Nuckö kommun. Den 5,5 km långa nordvästliga högerbiflödet Höbringsån (Höbringi oja) har sin källa i sjön Sändorträske.